# Taeniotes dentatus
Taeniotes dentatus es una especie de escarabajo longicornio del género Taeniotes, tribu Monochamini, subfamilia  Lamiinae. Fue descrita científicamente por Dillon & Dillon en 1941.

## Descripción
Mide 29-34 milímetros de longitud.

## Distribución
Se distribuye por Bolivia, Colombia y Ecuador.